# 3053 Dresden
3053 Dresden (1977 QS) là một tiểu hành tinh vành đai chính được phát hiện ngày 18 tháng 8 năm 1977 bởi Chernykh, N. ở Nauchnyj.